# Montfort-le-Gesnois
Montfort-le-Gesnois é uma comuna francesa na região administrativa do País do Loire, no departamento de Sarthe. Estende-se por uma área de 18.74 km². Em 2010 a comuna tinha 2 996 habitantes (densidade: 159,9 hab./km²).